# Sloterkerk
De Sloterkerk is een protestantse kerk in Sloten (Noord-Holland).

## Geschiedenis
De eerste Sloterkerk wordt voor het eerst vermeld in een oorkonde van bisschop Willem I (van Gelre) uit 1063. Waarschijnlijk heeft deze kerk gestaan ter hoogte van de huidige Van Suchtelen van de Haarestraat in Osdorp (tussen het Osdorpplein en Hoekenes). Omstreeks 1200 is het dorp verplaatst naar de huidige ligging. Daar is de tweede Sloterkerk gebouwd. Deze kerk was vrij groot voor een klein dorp. Het was namelijk een onderdeel van de pelgrimsroute van de katholieke gelovigen op weg naar het Mirakel van Amsterdam. Vanaf de kerk liep de Heiligeweg naar Amsterdam.  De tweede Sloterkerk werd in 1573 door de Geuzen grotendeels werd verwoest tijdens het Beleg van Haarlem. In 1664 werden de restanten van het middenschip hersteld en geschikt gemaakt als protestantse kerk. Rembrandt heeft deze derde kerk in etsen en tekeningen vastgelegd, mede omdat de derde predikant van Sloten, Sylvius getrouwd was met Aaltje van Uylenburgh, een nicht van Rembrandts vrouw Saskia. De kleindochter van Rembrandt, Titia van Rijn, is op 27 juni 1686 in deze kerk getrouwd met Francois Van Bijler (de jonge). De kerk was halverwege de 19e eeuw echter zodanig in verval geraakt dat nieuwbouw noodzakelijk werd geacht.
Op 27 maart 1860 werd de eerste steen van de vierde en huidige kerk gelegd door Jonkheer J.W.G. Boreel van Hogelanden, zoon van de commissaris van de koning in Noord-Holland.
In 1861 werd de zaalkerk, een Waterstaatskerk naar ontwerp van P.J. Hamer, in gebruik genomen. Uit de oude kerk zijn het Knipscheerorgel uit 1851, de preekstoel met klankbord en de kroonluchters bewaard gebleven. De grote klok dateert uit 1516 en is gegoten door de gebroeders klokgieters Willem en Jaspar Moer  (die ook verantwoordelijk waren voor de grootste klok in de Amsterdamse Zuiderkerkstoren). De kerk, een rijksmonument, is in 1960 en 2003 gerestaureerd. Bij de restauratie van 1960 is de toren afgebroken en herbouwd. In de toren is een oorlogsmonument ter nagedachtenis aan de gesneuvelde leden van de Christelijke Jonge Mannen Vereniging van Sloten.  
Sinds de restauratie 2003 worden er maandelijks concerten georganiseerd. Er zijn drie cd's uitgebracht: een van oud organist van de Sloterkerk Jacob Lekkerkerker samen met fluitiste Marieke Schneemann en twee van de huidige organist David Schlaffke.
In 2011 is bij de viering van het 150-jarig bestaan een muuranker onthuld door nazaten van de familie Boreel.

## Orgel

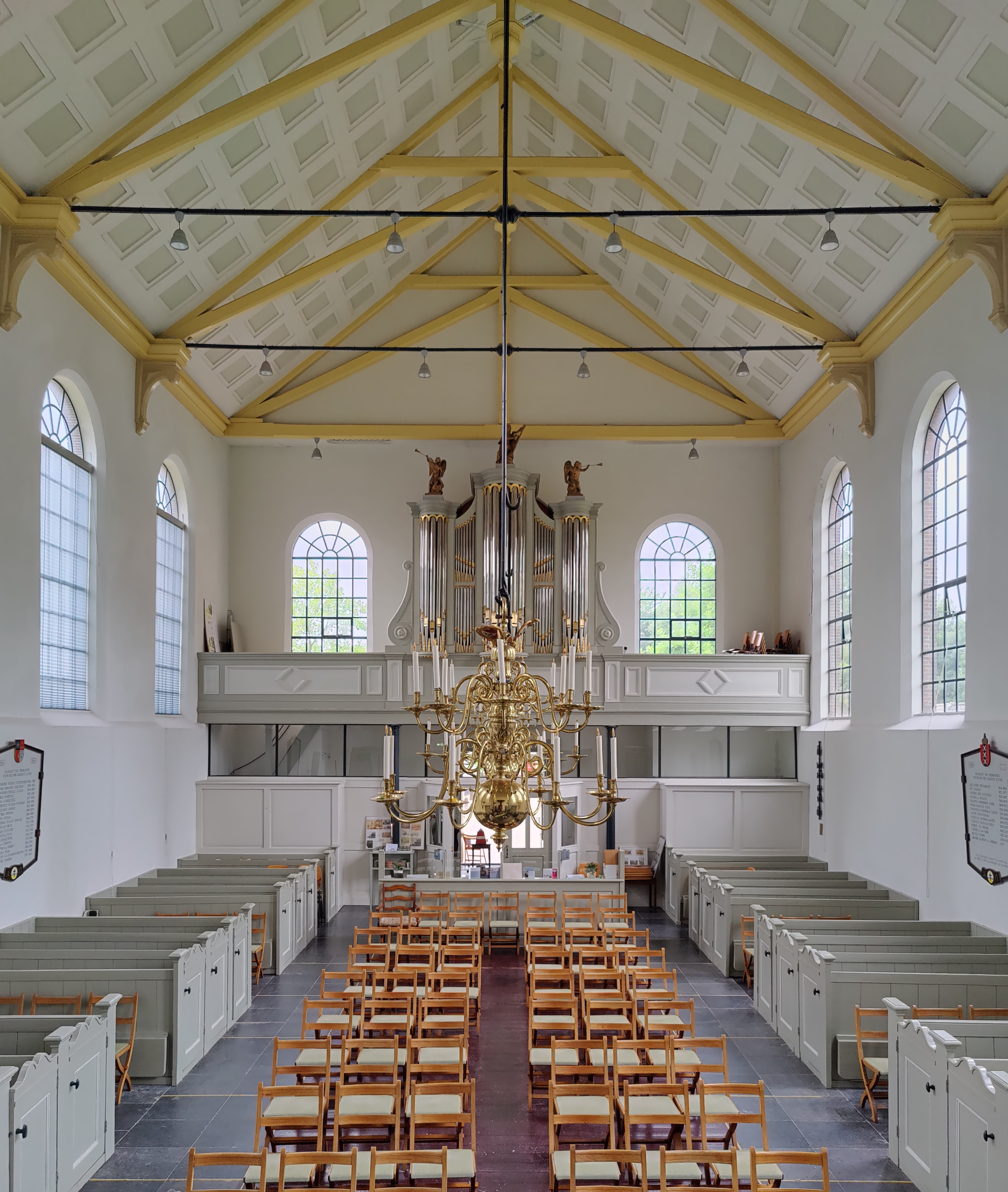
Interieur, zicht op het orgel (2022)

Het orgel is in 1851 gebouwd door  Hermanus Knipscheer  (II) . Bij de restauratie van de kerktoren in 1964 is, door vallend puin, het orgel beschadigd. Cornelis Verweys heeft bij de revisie de dispositie gewijzigd. In 1980 is het wederom gerestaureerd, ditmaal door Ernst Leeflang, waarbij de oude situatie is hersteld. In 2007 integrale revisie door Firma Flentrop in Zaandam.
Dispositie:
Manuaal: Prestant 8', 
Bourdon 8', 
Gemshoorn 8', 
Viool à di Gamba 8', 
Octaaf 4', 
Octaaf 2', 
Cornet V sterk (discant), 
Mixtuur III-V sterk.
Pedaal: aangehangen.
Van 1964 tot 1980 was de dispositie:
Manuaal: Prestant 8', Bourdon 8', Gemshoorn 8', Viool à di Gamba 8', Octaaf 4', Octaaf 2', Sexquialter II sterk (discant), Mixtuur III-V sterk.
Pedaal: Bourdon 16'.
Pedaalkoppel, tremulant.
−	

Afbeeldingen
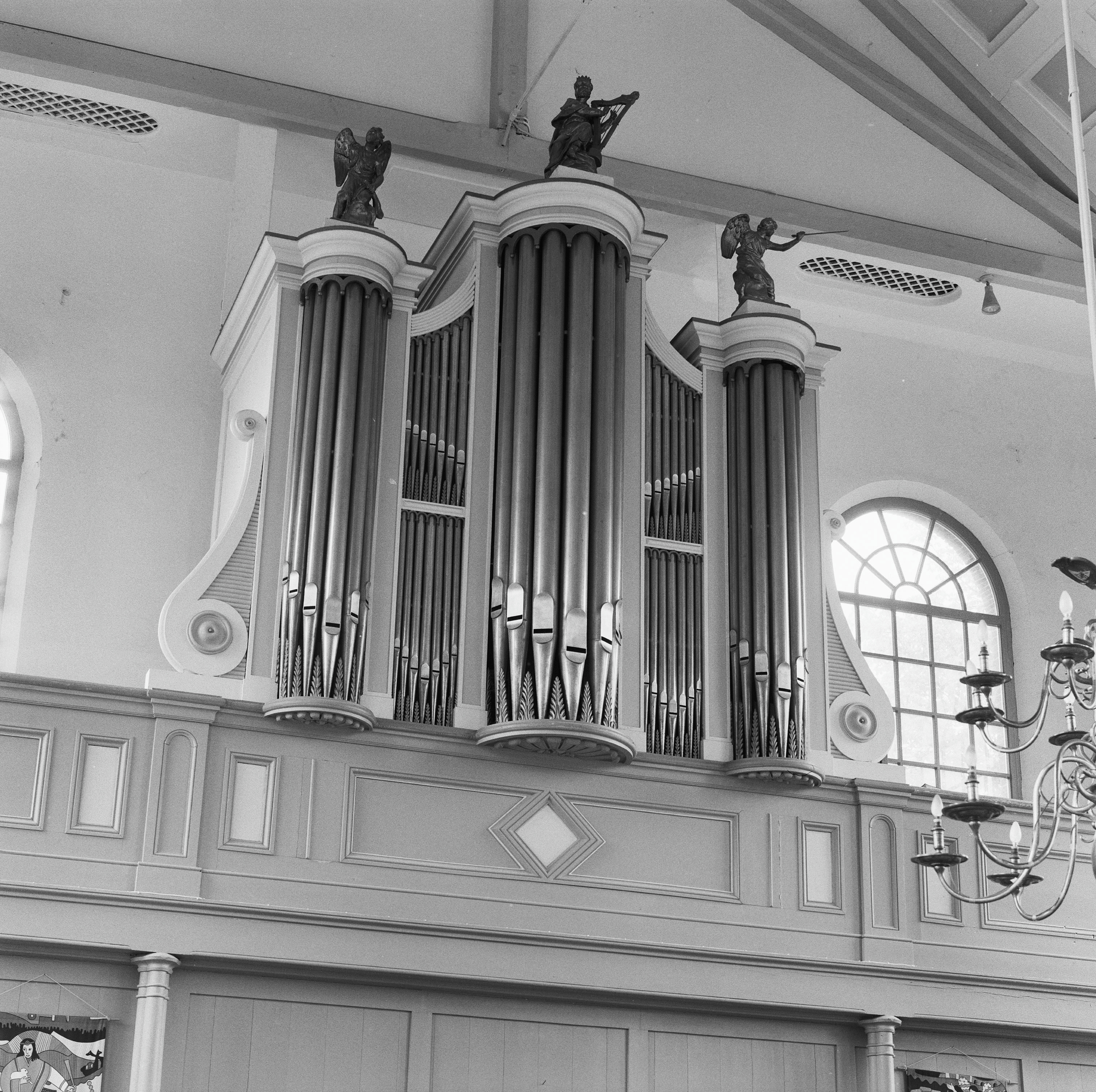
Knipscheerorgel
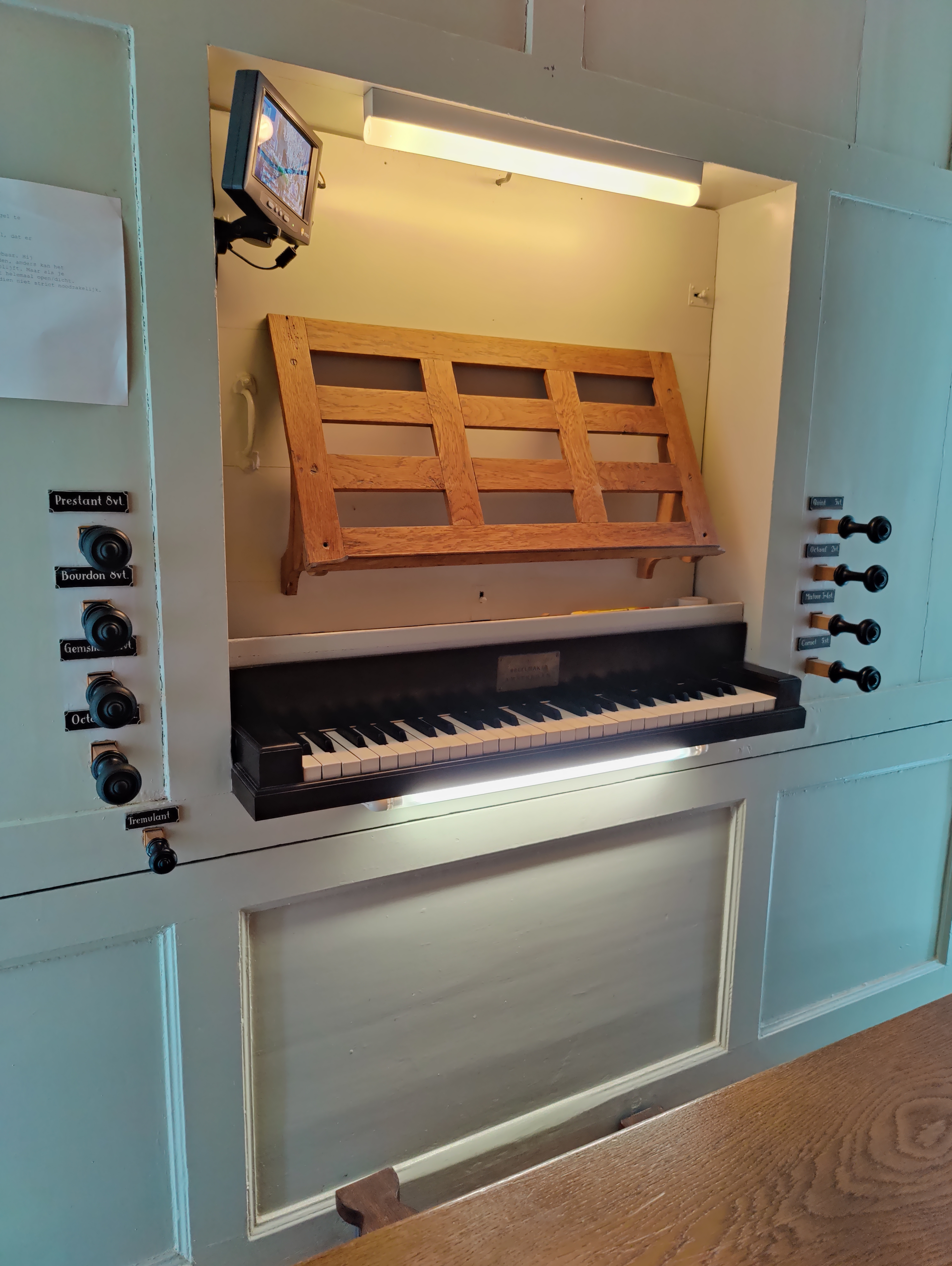
Speeltafel
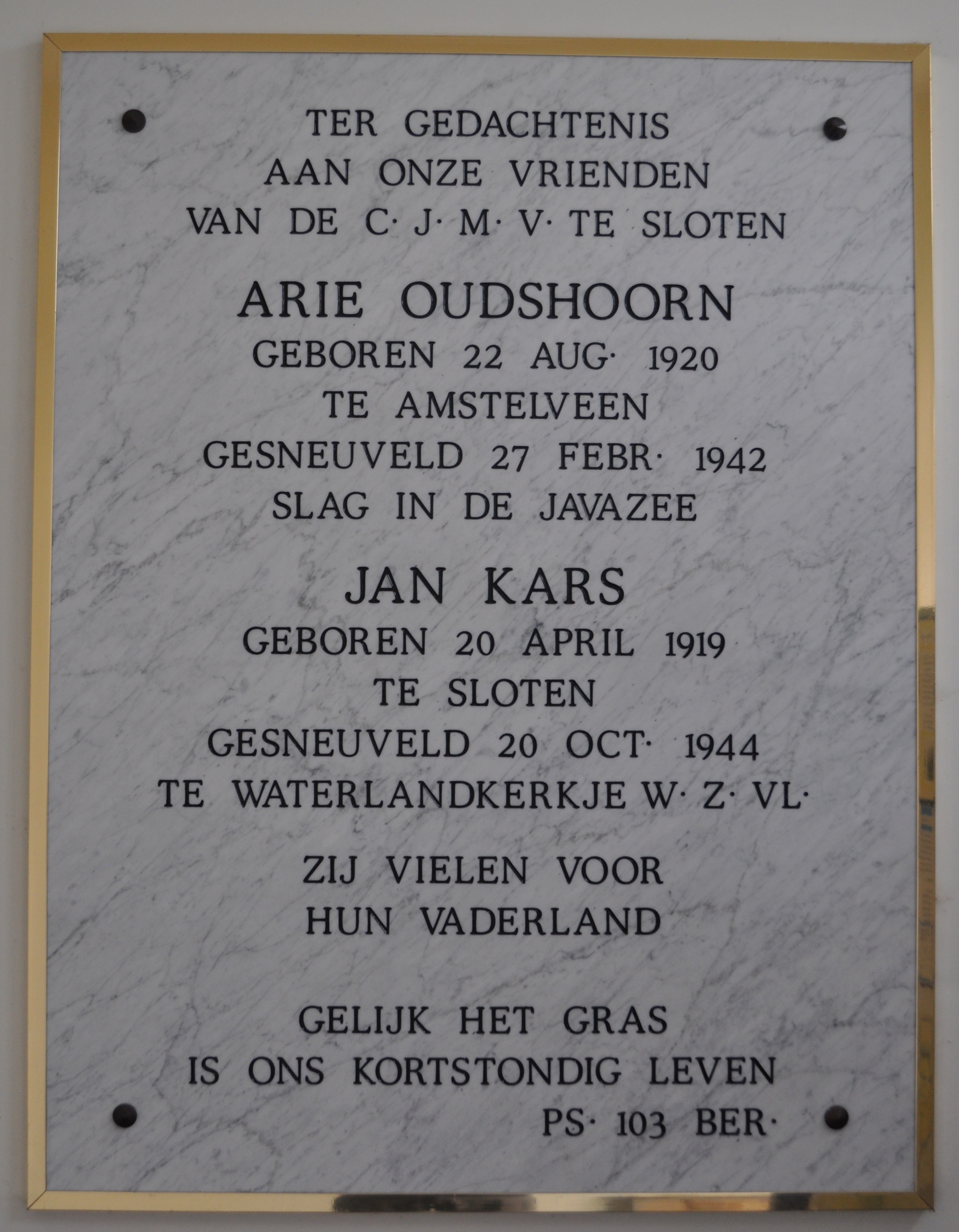
Oorlogsmonument in het portaal van de toren
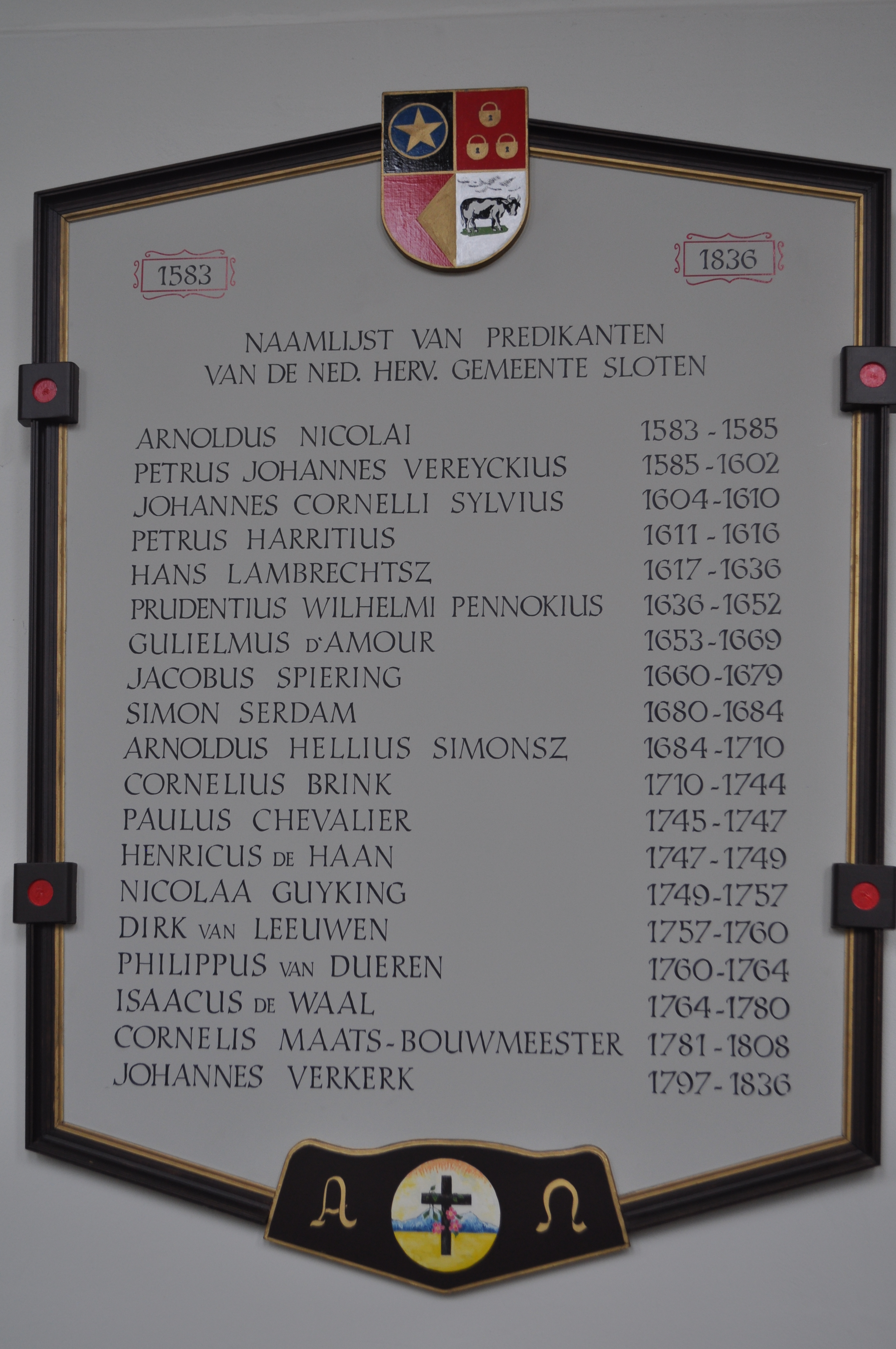
Lijst van predikanten Sloterkerk van 1583 tot 1836
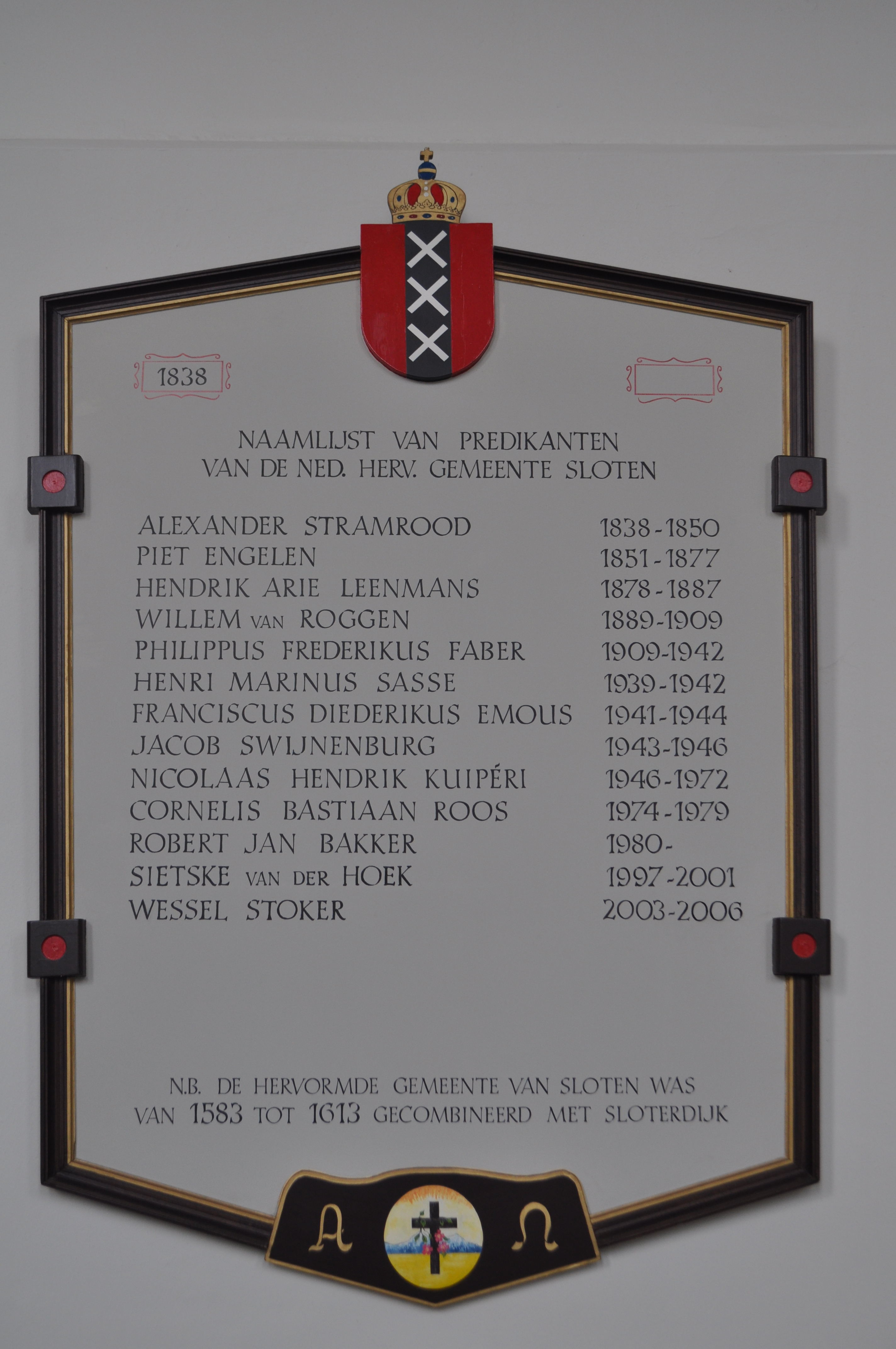
Lijst van predikanten Sloterkerk van 1838 tot 2014